# Borovičke Njive
Borovičke Njive (en cyrillique : Боровичке Њиве) est un village de Bosnie-Herzégovine. Il est situé dans la municipalité de Vareš, dans le canton de Zenica-Doboj et dans la fédération de Bosnie-et-Herzégovine. Selon les premiers résultats du recensement bosnien de 2013, il abrite une population inférieure ou égale à 10 habitants.
Avant 1991, le village était rattaché à la localité de Borovica Gornja ; depuis 1991, il est recensé comme une entité administrative à part entière.

## Démographie

### Évolution historique de la population dans la localité
| 1948 | 1953 | 1961 | 1971 | 1981 | 1991 | 2013 |
| ---- | ---- | ---- | ---- | ---- | ---- | ---- |
| -    | -    | -    | -    | -    | 35   | ≤ 10 |

|  |

### Répartition de la population par nationalités (1991)
En 1991, les 35 habitants du village étaient tous croates.